# Menino de Sua Avó
Menino de Sua Avó é uma peça de teatro da autoria do dramaturgo português Armando Nascimento Rosa. Um texto inédito escrito para a atriz Maria do Céu Guerra e para o ator Adérito Lopes. 

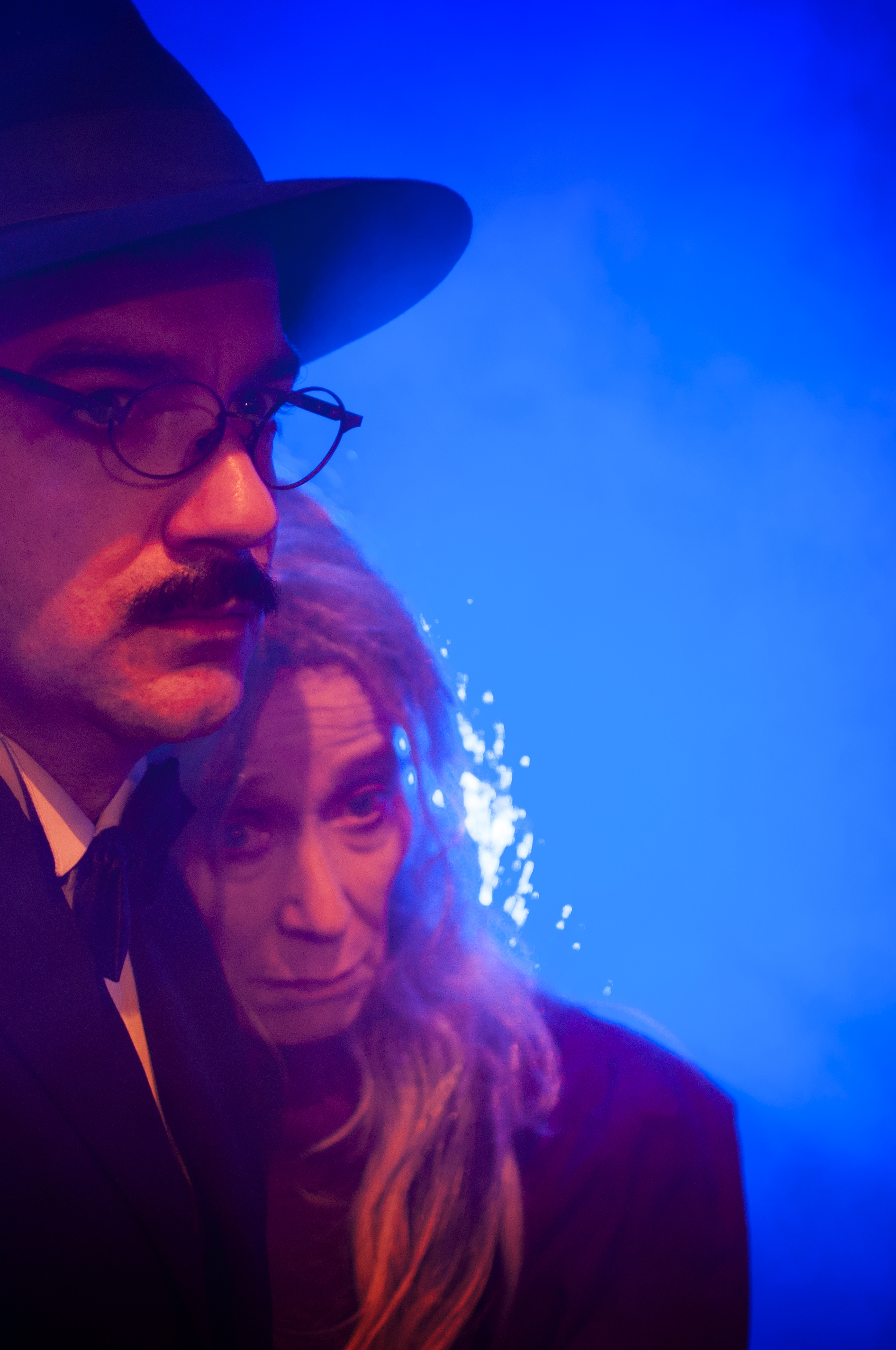
Adérito Lopes e Maria do Céu Guerra - A Barraca 2013

Esta obra sobre a vida e a relação do poeta Fernando Pessoa e a sua avó Dionísia Seabra Pessoa, é um dueto cénico em sete encontros, onde estes personagens se relacionam na vida e para além dela, numa divertida fantasia teatral. Esta criação tem a colaboração do maestro António Victorino d'Almeida, que compôs e interpretou temas originais para a banda sonora, e também o cenógrafo e figurinista José Costa Reis assina a parte plástica e os respectivos figurinos.
Estreou na companhia portuguesa A Barraca a 10 de abril de 2013 e integrou as Comemorações do Ano de Portugal no Brasil, apresentando-se no Teatro Dulcina, no Rio de Janeiro (maio de 2013). Reinaugurou o Teatro Popular Óscar Niemeyer em Niterói  (outubro de 2013). Participou no FITA 2014 (Festa Internacional de Teatro de Angra dos Reis) em novembro de 2014, onde recebeu o Prémio Especial do Júri - Maria do Céu Guerra, Adérito Lopes e o grupo A Barraca pela montagem da peça.
Este projecto foi objecto de estudo na tese de doutoramento de Adérito Lopes, intitulada  Uma Interpretação de Pessoa: Manual de um Ator 2017. Faculdade de Ciências Humanas e Sociais da UAlg - Universidade do Algarve.

## Sinopse
A relação entre Fernando Pessoa e sua avó louca é o que propõe o espetáculo Menino de sua Avó.
Uma criação cénica em que a vida desobediente do teatro é substituída pela calmaria da morte, conduzida pela loucura fantástica da Dionísia, avó do poeta e pelo próprio, que oculta na timidez a sua genialidade presente na sua imensurável obra.
O contacto entre Fernando Pessoa e sua avó paterna, Dionísia Estrela Seabra, que prematuramente revelou problemas de demência e que viveu na mesma casa do poeta, durante várias fases da sua vida, serve de pretexto à construção desta obra.
Dionísia tem uma forte comparência na vida e na morte do poeta, e o seu nome, que é a correspondente feminina em português de Dionísio, o Deus grego do teatro. Esta foi mais uma razão para juntar Fernando Pessoa e sua querida e louca avó Dionísia no espaço cénico, onde tudo se torna possível.
O dramaturgo Armando Nascimento Rosa, intitula este texto como Menino de Sua Avó, por este ser uma substanciosa representação escrita de uma reverberação pessoana, uma vez que relembra o nome do conhecido poema de Fernando Pessoa: O menino de sua mãe (também denominação e motivo para uma inesquecível montagem de e com Maria do Céu Guerra, a partir de poesia e drama pessoanos, estreado em 1988, no antigo Teatro Politeama).
Fernando Pessoa nasceu no Largo de São Carlos n.º4, em Lisboa, e habita a mesma casa que a avó. Quando regressa da África do Sul, volta a viver com ela, mas na Rua da Bela Vista à Lapa, onde Dionísia morre no ano de 1907. Entre 1935 e 1985, dividem o mesmo jazigo no Cemitério dos Prazeres. Em 1985, o Poeta é transladado para o Mosteiro dos Jerónimos. A magia do Teatro torna possível o convívio entre avó e neto após a morte, numa criação livre, com humor e poesia.
Armando Nascimento Rosa apresenta-nos um Fernando Pessoa desde a juventude com seu primeiro heterónimo Alexander Search até para além da morte.

## Ficha Artística e Técnica
- Texto inédito de Armando Nascimento Rosa
- Criação de Maria do Céu Guerra (em Dionísia Seabra Pessoa) e Adérito Lopes  (em Fernando Pessoa )
- Encenação Partilhada
- Apoio Rita Lello
- Música original António Victorino d'Almeida
- Harpa Ana Dias
- Cenografia e figurinos José Costa Reis
- Aderecista Marta Fernandes da Silva
- Mestra Costureira Alda Cabrita
- Montagem Mário Dias
- Assistência Marta Soares
- Vídeo Paulo Vargues
- Sonoplastia Ricardo Santos
- Iluminação Fernando Belo
- Produção Executiva Paula Coelho e Inês Costa
- Secretariado Maria Navarro
- Fotografias MEF – Luís Rocha, Pedro Soares

## Digressão em Portugal
- Centro Cultural Olga Cadaval - Sintra - 04 de outubro de 2019
- Cine-Teatro Louletano - Loulé - 27 de março de 2015
- Cine-Teatro São Pedro - Alcanena - 14 e 17 de março de 2015
- Pax Júlia - Teatro Municipal - Beja - 8 de novembro de 2014
- Cine-Teatro Garrett - Póvoa de Varzim - 1 e 2 de novembro de 2014
- ENTREtanto MIT - Valongo - XVII Mostra Internacional de Teatro – 11 de setembro de 2014[ligação inativa]
- Festa do Avante - Amora/Seixal - 6 de setembro de 2014
- Fórum Luísa Todi - Setúbal - 27 de março de 2014
- Teatro Helena Sá e Costa - Porto - 06 a 09 de Março de 2014
- 19º Festival de Teatro ACERT - FINTA 2013 - Novo Ciclo - Trigo Limpo - Teatro ACERT - 6 de dezembro de 2013
- Teatro Municipal de Bragança - 21 de novembro de 2013
- 14.º Mostra Internacional de Teatro de Santo André - 26 de Maio de 2013
- 13º Festival Folia da Jangada Teatro em Lousada, Auditório Municipal de Lousada - 27 de abril de 2013

## Digressão no Brasil
- Espectáculo Internacional do FITA 2014 - Festa Internacional de Teatro de Angra dos Reis - 23 de novembro de 2014
- Reinauguração do Teatro Popular Óscar Niemeyer - Teatro Popular Óscar Niemeyer, Niterói - 26 e 27 de outubro de 2013
- Participação no encerramento das Comemorações do Ano de Portugal no Brasil -  Teatro Dulcina, Rio de Janeiro - 3, 4 e 5 de maio de 2013

## Prémio
- Prémio Especial do Júri FITA 2014 - Maria do Céu Guerra, Adérito Lopes e o grupo A Barraca pela montagem.